# Třída RPB 33
Třída RPB 33 je třída pobřežních hlídkových člunů. Jejich uživateli jsou Senegal, Togo, Pobřeží slonoviny a Demokratická republika Kongo. Mezi jejich úkoly patří hlídkování ve výlučné ekonomické zóně, průzkum, kontrola rybolovu, nebo potírání pašeráctví a terorismu. Do roku 2019 bylo objednáno osm plavidel této třídy.

## Stavba
Plavidla vyvinula francouzská loděnice Raidco Marine ve spolupráci s loděnicí Ufast v Quimper. Navázaly tak na zkušenosti s menšími plavidly RPB 20. Samotné trupy plavidel navrhla britská společnost Camarc Design. Stavbu provádí loděnice Ufast.
Prvním uživatelem třídy se stal Senegal, který roku 2013 získal plavidlo Ferlo. V roce 2018 senegalské námořnictvo objednalo další dva kusy RPB 33.
Jednotky třídy RPB 33:
| Jméno                                      | Uživatel                       | Vstup do služby    | Poznámka  |
| ------------------------------------------ | ------------------------------ | ------------------ | --------- |
| Ferlo                                      | Senegal                        | 30. září 2013      | aktivní   |
| Taouay                                     | Senegal                        | 30. září 2021      | aktivní   |
|                                            | Senegal                        | červen 2020 (plán) | ve stavbě |
| Agou (P763)                                | Togo                           | březen 2014        | aktivní   |
| Oti (P764)                                 | Togo                           | červenec 2014      | aktivní   |
| Émergence (P 1401)                         | Pobřeží slonoviny              | 23. června 2014    | aktivní   |
| Le Bouclier (P 1402)                       | Pobřeží slonoviny              | 30. července 2015  | aktivní   |
| CF Sekongo (P 1501)                        | Pobřeží slonoviny              | 19. února 2016     | aktivní   |
| Alternance Pacifique du 24 Jan 2019 (P142) | Konžská demokratická republika | 10. března 2025    | aktivní   |

## Konstrukce

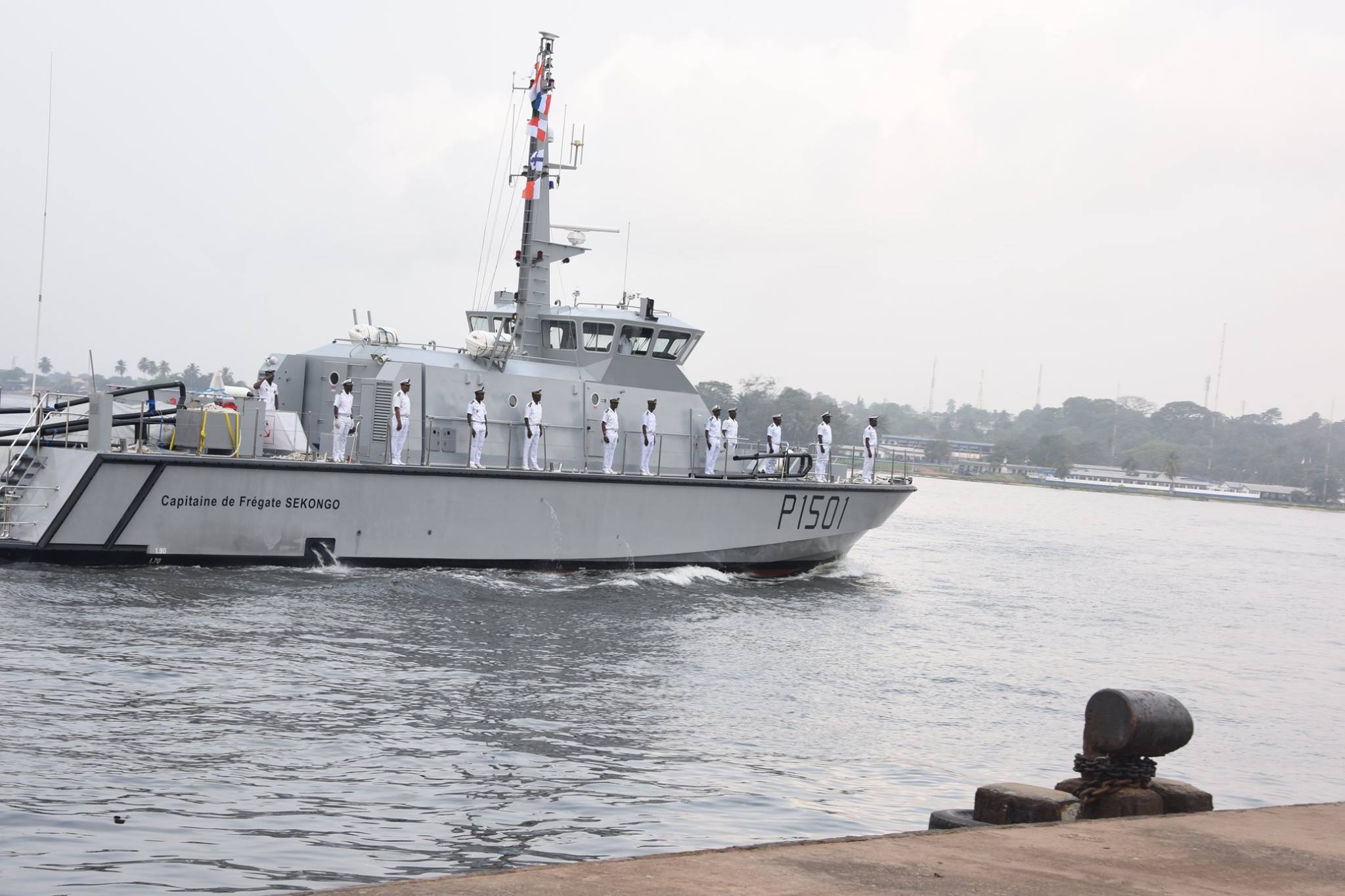
Sékongo (P 1501)

Plavidla mají trup ze sklolaminátu, nebo oceli a nástavbu z oceli, nebo hliníkových slitin (dle uživatele). Na zádi je nesen jeden 6metrový rychlý inspekční člun RHIB. Výzbroj tvoří jeden 20mm kanón a dva 12,7mm kulomety. Pohonný systém tvoří dva diesely, každý o výkonu 1958 hp. Nejvyšší rychlost dosahuje 30 uzlů. Dosah je 1500 námořních mil při rychlosti 15 uzlů.